# Orthetrum brunneum
Orthetrum brunneum là loài chuồn chuồn trong họ Libellulidae. Loài này được Fonscolombe mô tả khoa học đầu tiên năm 1837.

## Phân loài
Các phân loài:
- Orthetrum brunneum var. brunneum  (Fonscolombe, 1837)  (Cổ Bắc giới)
- Orthetrum brunneum var. cycnos  (Sélys, 1848)  (Corsica và Sardinia) [3]

## Phân bố
Loài chuồn chuồn này có mặt ở hầu hết châu Âu và phạm vi mở rộng đến Mông Cổ và Bắc Phi. Loài này phân bố ở Afghanistan, Albania, Algeria, Andorra, Armenia, Áo, Belarus, Bỉ, Bosnia và Herzegovina, Bulgaria, Trung Quốc, Croatia, Síp, Cộng hòa Séc, Ai Cập, Pháp, Đức, Hy Lạp, Hungary, Ý, Latvia, Liechtenstein, Lithuania, Luxembourg, Cộng hòa Macedonia, Malta, Moldova, Montenegro, Hà Lan, Ba Lan, Portuga, Romania, Nga, Serbia; Slovakia, Slovenia, Tây Ban Nha, Thụy Sĩ, Thổ Nhĩ Kỳ và Ukraine. 

## Môi trường sống
Loài này chủ yếu ưa thích các con suối nhỏ, kênh, mương, nước nông, nóng lên nhanh. 

## Mô tả
Con trưởng thành dài tới 40–45 mm. Kích thước của chúng trung bình lớn hơn ở Orthetrum coerulescens.
Ngực và bụng có màu xanh lam nhạt ở con đực, màu nâu vàng hoặc nâu xám ở con cái. Con đực màu nâu nhạt. Phần bụng tương đối dẹt và có một vạch đen mỏng ở giữa lưng và các điểm rõ ràng trên mỗi đoạn. Sải cánh dài tới 66–70 milimét.

## Hình ảnh

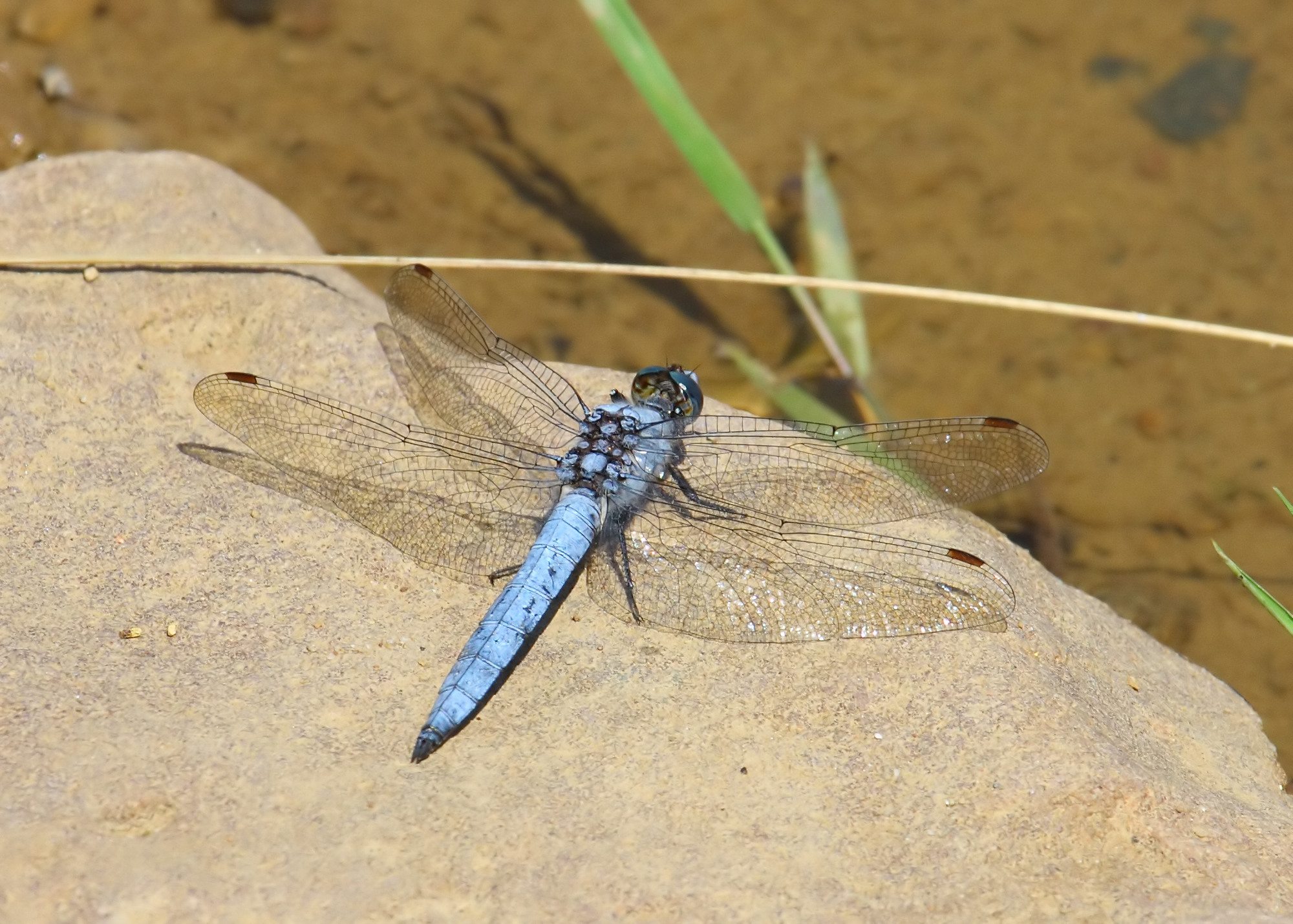
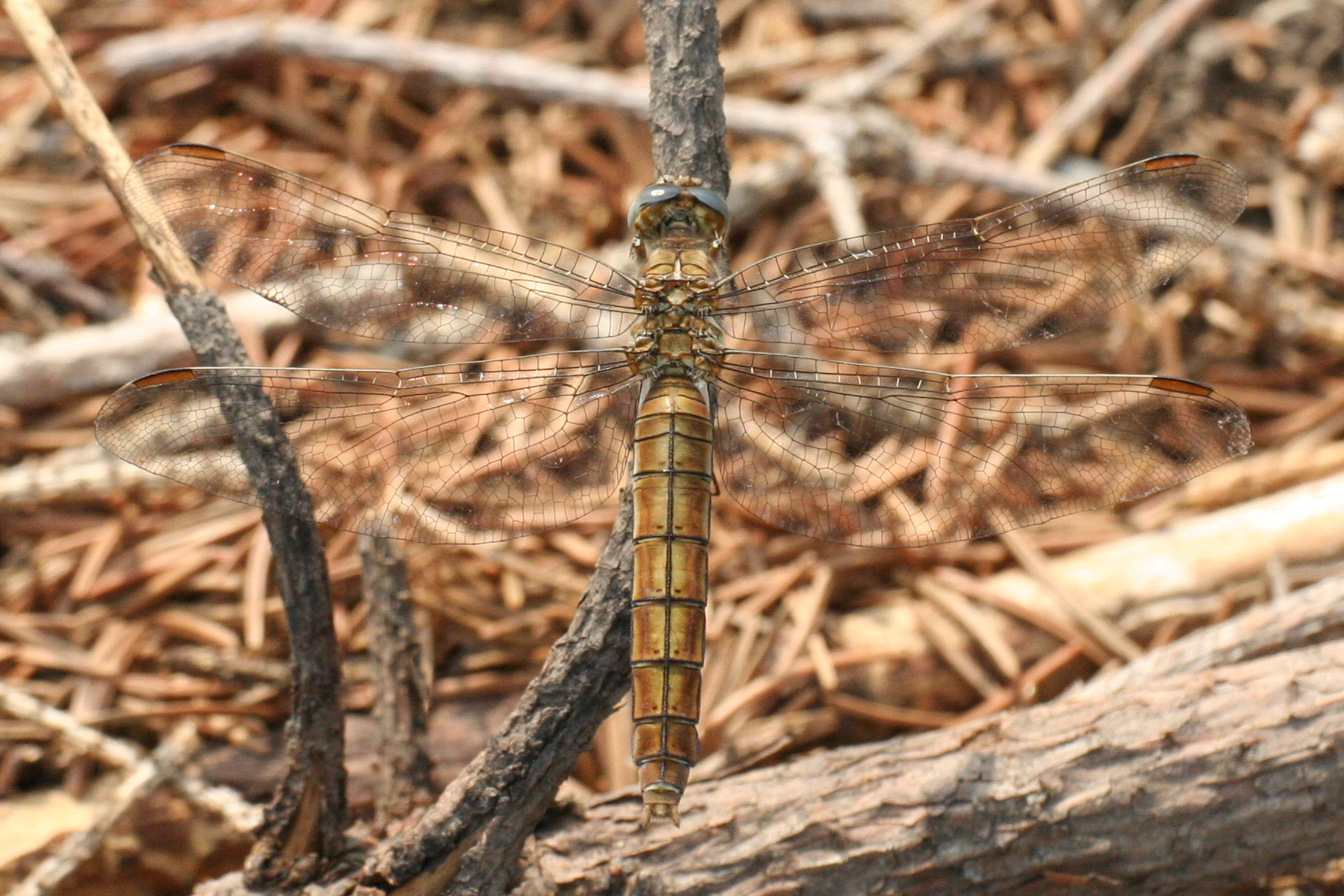
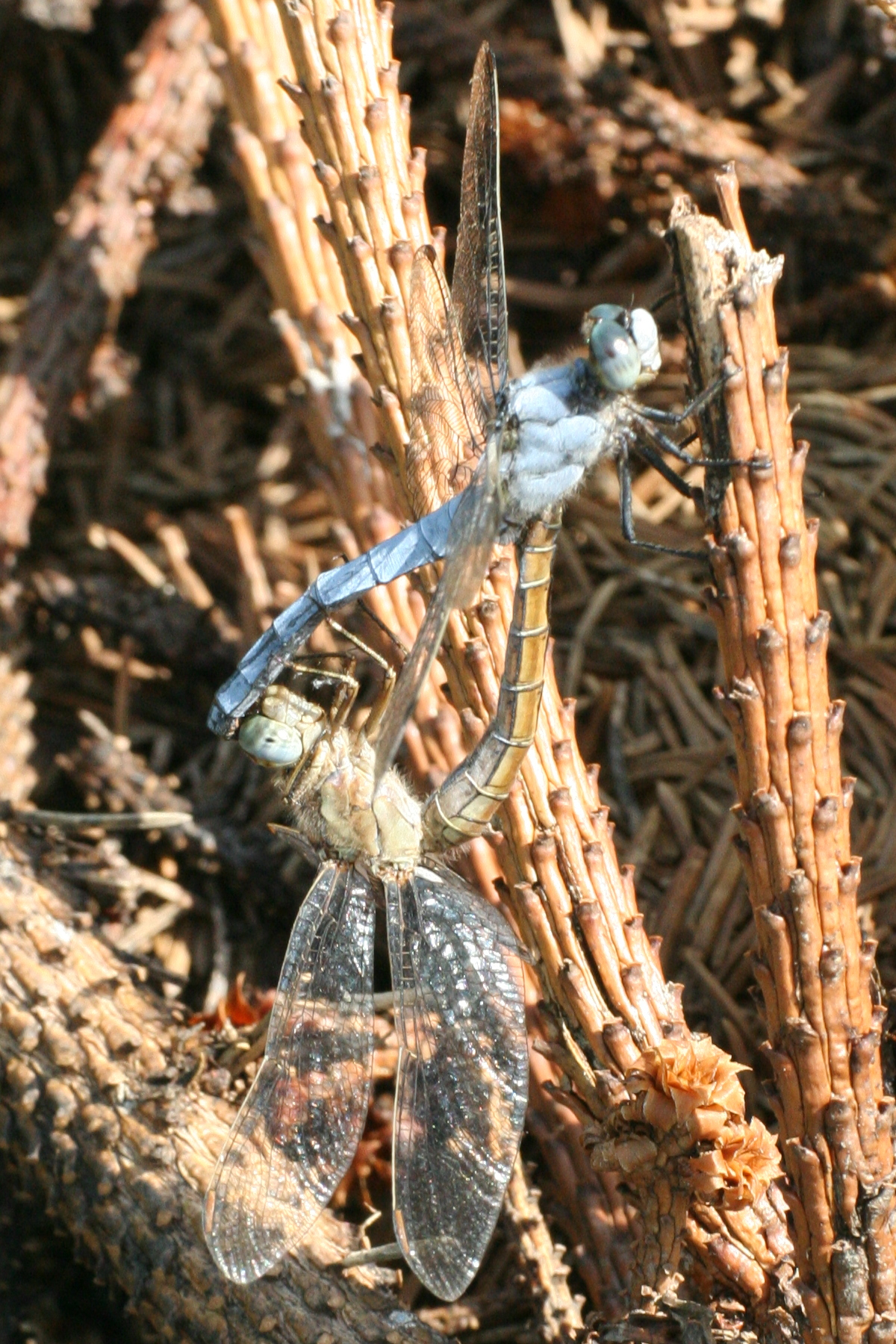
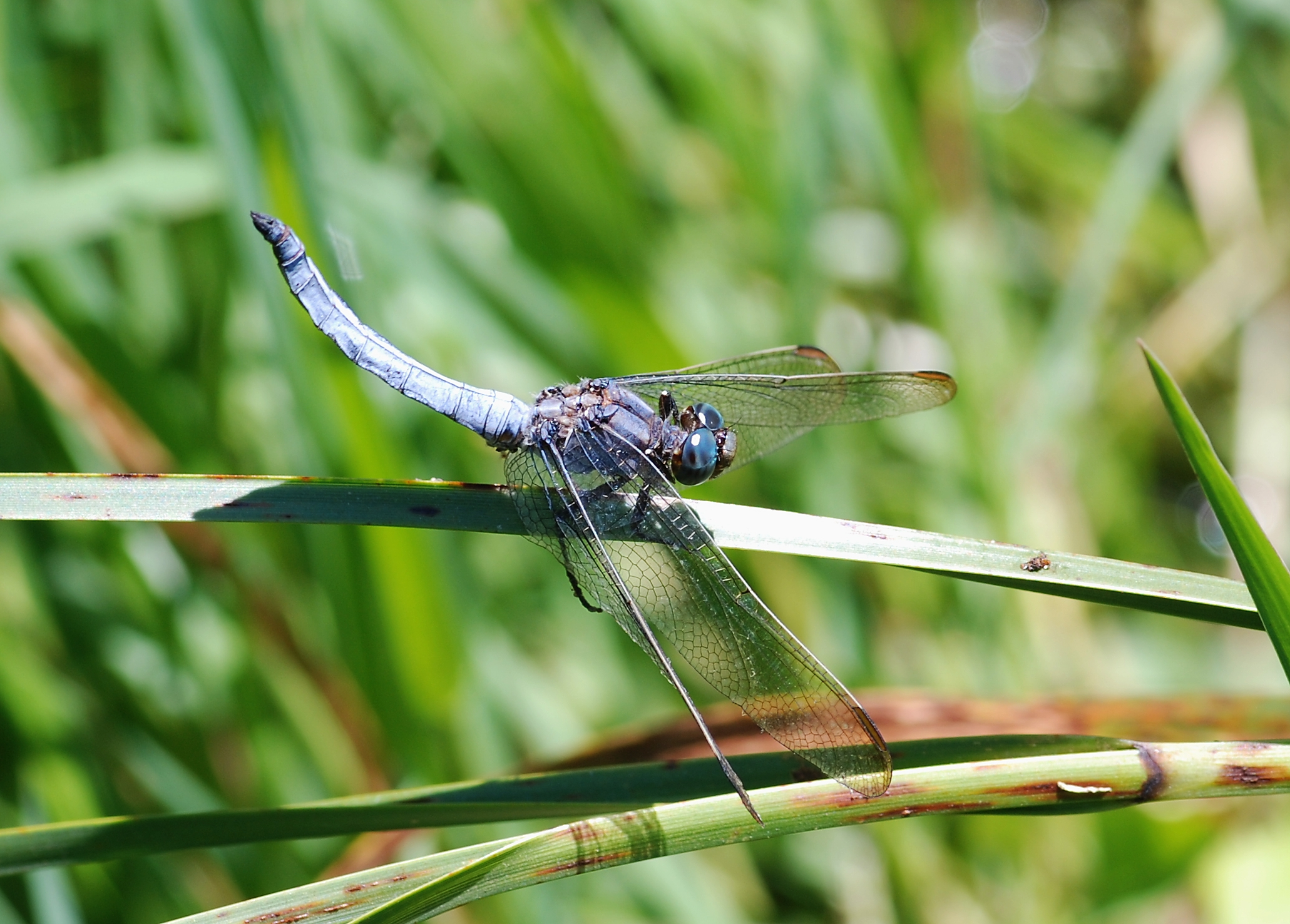